# David di Donatello als millors efectes especials
El premi David di Donatello als millors efectes especials (en italià: David di Donatello per i migliori effetti speciali visivi) és un premi de cinema que anualment atorga l'Acadèmia del Cinema Italià (ACI, Accademia del Cinema Italiano) per reconèixer la destacada edició d’efectes especials en una pel·lícula italiana estrenada l'any anterior a la cerimònia.
S'atorga anualment en el context del David di Donatello, a partir de l'edició del 2004. El 2012 l’Acadèmia va respondre negativament a la sol·licitud de Associazione Italiana Autori e Tecnici Effetti Speciali di Scena (AIAT-SFX), per a la inclusió d’efectes especials d’escenari entre les categories de la competició

## Guanyadors
Els guanyadors del premi han estat:

### Anys 2004-2009
- 2004
  - Ubik Visual Effects - Boss Film - Cantando dietro i paraventi
  - Proxima - Agata e la tempesta
  - Digitrace Tech (Roma) - L'apetta Giulia e la Signora Vita
  - Sergio Stivaletti - È già ieri
  - LCD (Firenze) - Opopomoz
  - Chinatown - Totò Sapore e la magica storia della pizza
- 2005
  - Grande Mela - Dopo mezzanotte
  - Paola Trisoglio e Stefano Marinoni - Alla luce del sole
  - Proxima - L'amore ritorna
  - E.D.I.: Pasquale Croce e Roberto Mestroni - Occhi di cristallo
  - Apocalypse - I tre volti del terrore
- 2006
  - Proxima – Romanzo criminale
  - Francesco Sabelli - RSG Effetti speciali - La bestia nel cuore
  - E.D.I. Effetti Digitali Italiani - La febbre
  - Guido Pappadà - Fuoco su di me
  - Simone Silvesti - Piano 17
  - UBIK - La tigre e la neve
- 2007
  - L'ètude et la supervision des trucages - Francia - Nuovomondo
  - Stefano Coccia, Massimo Contini, Frame by frame, Rebel think, Sirenae Film Post, Spark digital entertainment, Martina Venettoni, VISION - Fascisti su Marte
  - Proxima - N - Io e Napoleone
  - LUMIQ STUDIOS - Il mercante di pietre
  - FX Italia Digital Group - La masseria delle allodole
- 2008
  - Paola Trisoglio e Stefano Marinoni per Visualogie - La ragazza del lago
  - Proxima - Caos calmo
  - Marbea - Cemento armato
  - Lee Wilson - La terza madre
  - Corrado Virgilio e Vincenzo Nisco - Winx Club - Il segreto del regno perduto
- 2009
  - Nicola Sganca e Rodolfo Migliari per Vision - Il divo
  - EDI Effetti Digitali Italiani - Come Dio comanda
  - Frame by Frame - I demoni di San Pietroburgo
  - Giuseppe Squillaci - Italians
  - Proxima - Tutta la vita davanti

### Anys 2010-2019
- 2010
  - Paola Trisoglio i Stefano Marinoni - Vincere
  - Mario Zanot - Baarìa
  - LIMINA - L'uomo che verrà
  - Ermanno Di Nicola - L'uomo fiammifero
  - EDI – Effetti Digitali Italiani - La prima cosa bella
- 2011
  - Rebel Alliance - 20 sigarette
  - CANECANE - Amici miei - Come tutto ebbe inizio
  - Reset VFX S.r.l. - Christine Cristina
  - Paola Trisoglio, Stefano Marinoni, Paola Randi i Daniele Stirpe Jost - Into Paradiso
- 2012
  - Stefano Marinoni i Paola Trisoglio (Visualogie) - Romanzo di una strage
  - Palantir Digital Media - L'arrivo di Wang
  - Mario Zanot (Storyteller) - Habemus Papam
  - Stefano Marinoni e Paola Trisoglio (Visualogie), Rodolfo Migliari (Chromatica) - This Must Be the Place
  - Rainbow CGI - L'ultimo terrestre
- 2013
  - Mario Zanot (Storyteller) - Diaz - Don't Clean Up This Blood
  - Raffaele Apuzzo, John Attard, Vittorio Dublino, Andrea Marotti (Rebel Alliance) - Dracula 3D
  - Paola Trisoglio e Stefano Marinoni (Visualogie) - Educazione siberiana
  - Bruno Albi Marini (Wonderlab) - Reality
  - Reset VFX S.r.l. - Viva la libertà[3]
- 2014
  - Rodolfo Migliari i Luca Della Grotta per Chromatica - La grande bellezza
  - EDI Effetti Digitali Italiani - Il capitale umano
  - Paola Trisoglio, Stefano Marinoni per Visualogie - La mafia uccide solo d'estate
  - Rodolfo Migliari per Chromatica - Smetto quando voglio
  - Palantir Digital - Song'e Napule
  - Gianmario Catania i Corrado Virgili - Winx Club - Il mistero degli abissi
- 2015
  - Visualogie - Il ragazzo invisibile
  - Chromatica[4] - Il giovane favoloso
  - Reset VFX - La buca
  - Reset VFX i Visualogie - Noi e la Giulia
  - Rumblefish - Torneranno i prati
- 2016
  - Makinarium - Il racconto dei racconti - Tale of Tales
  - EDI - Effetti Digitali Italiani - Game Therapy
  - Chromatica - Lo chiamavano Jeeg Robot
  - Visualogie - Suburra
  - Peerless - Youth - La giovinezza (Youth)
- 2017
  - Artea Film & Rain Rebel Alliance International Network - Veloce come il vento
  - Chromatica - In guerra per amore
  - Makinarium - Indivisibili
  - Mercurio Domina, Far Forward, Fast Forward - Mine
  - Canecane, Illusion - Ustica
- 2018
  - Mad Entertainment - Gatta Cenerentola
  - Chromatica, Wonderlab, Hive Division - AFMV - Addio fottuti musi verdi
  - Palantir Digital - Ammore e malavita
  - Autre Chose - Brutti e cattivi
  - Frame by Frame - Monolith
- 2019
  - Victor Perez - Il ragazzo invisibile - Seconda generazione
  - Sara Paesani, Rodolfo Migliari - Capri-Revolution
  - Rodolfo Migliari - Dogman
  - Rodolfo Migliari, Monica Galantucci - La Befana vien di notte
  - Simone Coco, James Woods - Loro
  - Giuseppe Squillaci - Michelangelo - Infinito

### Anys 2020-2029
- 2020
  - Rodolfo Migliari e Theo Demeris - Pinocchio
  - Giuseppe Squillaci - 5 è il numero perfetto
  - Francesco Grisi e Gaia Bussolati - Il primo re
  - Rodolfo Migliari - Il traditore
  - Luca Saviotti - Suspiria